# 魚侃
魚侃（？—？），字希直，晚号颐庵，直隶苏州府常熟县（今江苏省常熟县）人，明朝官員，官至開封府知府。

## 生平
永乐二十二年（1424年）甲辰科进士。歷官刑部、工部主事，随都御史王竑督漕运，见河道淤浅，航行不便，奏请创设“浅浦夫”，随时疏浚，为人称颂。
升河南开封府知府，刚直清廉，审理案件時，请托一律不受。因母喪丁憂致仕。居家生活贫苦，仍怡然自得。卒後入祀乡贤祠。

## 紀念
鱼侃墓在报慈里。崇祯年间，巡按路振飞曾為其立石碣，題寫“第一清官鱼公墓”。